# الشهادة السلبية

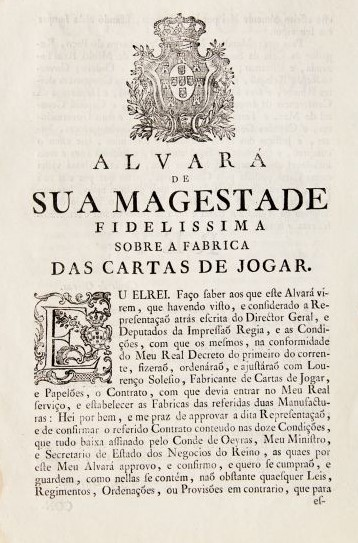

الشهادة السلبية (بالإنجليزية: Negative Certificate)‏ هي شهادة قانونية لكل مقاولة تجارية، صناعية أو خدماتية قصد حماية الاسم التجاري. و تُعتبر هي الوثيقة التي تشهد من خلالها المصالحة المركزية بالسجل التجاري بعدم تواجد مقاولة أخرى بالبلد تحمل نفس الاسم الذي اختاره صاحب الطلب لمقاولته، بتعاون مع المنظمة العالمية للملكية الفكرية (الويبو).

## هوية المقاولة
الشهادة السلبية هي بمثابة تحديد لهوية الشركة التي من خلالها سيتم التعرف عليها في السوق وعلى نشاطها ومجال تخصصها. بحيث أن المقاولات المعنية، هي جميع الشركات التجارية باستثناء المقاولات الفردية التي لا تعتمد أي شعار.
ويُعتبر التوفر على الشهادة السلبية أمرا حيويا، والذي من دونه لا يمكن أن يشرع المقاول في نشاطه بشكل قانوني كما ينص على ذلك المشرع. يمكن طلب الشهادة السلبية من لدن المكتب الوطني للملكية الصناعية و التجارية أو من لدن فروعه الجهوية.

## أسباب طلب الشهادة السلبية
يجب التوجه لطلب الشهادة السلبية في الحالات التالية:
- عند ابتكار إسم تجاري جديد
- عند تغيير المعطيات على الشهادة السلبية التي سُلمت من قبل
- عند تمديد مدة الشهادة السلبية التي سُلمت من قبل
- تسلم للمواطن الذي لا يملك سكن بأن يكون له حق بأن يملك سكن (تطلب لاستكمال ملف سكنات عدل و AADL و سكنات LPP في الجزائر)

## متى تصبح الشهادة لاغية
هناك آجال معينة تلغي الشهادة السلبية بشكل تلقائي في حال التخلي عنها. يعتبر القانون في هذا الصدد أن الشهادة السلبية تعتبر لاغية، بعد مرور شهر واحد على صدورها إذا لم يتم سحبها من طرف صاحبها، بينما ينص القانون أيضا على أن الشهادة السلبية تعتبر لاغية، بعد مرور سنة على سحبها وعدم تسجيلها في السجل التجاري من طرف المستثمر صاحب المقاولة.

## رسوم الشهادة
تختلف الرسوم الازمة للحصول على الشهادة السلبية من دولة إلى لأخرى، و يتم دفع الرسوم مرة واحدة عند الطلب فقط.
| الدولة   | المصلحة أو المكتب                                                 | الوثائق الازمة                                                     | الرسوم بالعملة المحلية                                                                                         |
| -------- | ----------------------------------------------------------------- | ------------------------------------------------------------------ | --- |
| المغرب   | المكتب المغربي للملكية الصناعية والتجارية المركز الجهوي للاستثمار | بطاقة تعريف أو جواز سفر                                            | 50 درهماً بالنسبة للبحث، و160 درهم للشهادة السلبية، إلى جانب طابع مخالصة من فئة 20 درهماً المجموع 230 درهم مغربي |
| الجزائر  | مصلحة المحافظة العقارية                                           | نسخة من بطاقة التعريف الوطنية أو رخصة السياقة + شهادة الميلاد (12) | 500 دج |
| تونس     | ؟؟؟                                                               | ؟؟؟                                                                | ؟؟؟ |
| مصر      | مصلحة التسجيل التجاري                                             | ؟؟؟                                                                | 1 جنيه و 40 قرش                                                                                                |
| السعودية | ؟؟؟                                                               | ؟؟؟                                                                | ؟؟؟ |
| قطر      | إدارة التسجيل و التراخيص التجارية                                 | صورة من البطاقة الشخصية للعميل                                     | 50 ريال قطري                                                                                                   |
| ليبيا    | الهئية العامة لتشجيع الاستثمار وشؤون الخصخصة                      | صورة من البطاقة الشخصية للعميل                                     | مـ200ـائتان دينار ليبي                                                                                         |